# Рефлексивне дієслово
Рефлексивне дієслово, зворотне дієслово — дієслово, що виражає дію, спрямовану на суб'єкт. Більш загально воно визначається як таке, в якого агенс водночас є пацієнсом.

## Українська мова
В українській мові зворотні дієслова мають постфікс -ся, що є за походженням короткою формою знахідного відмінка зворотного займенника, що почала зростатися зі своїм дієсловом ще в староукраїнську добу, оформлюючи подекуди нові значення відповідних дієслів.

### Значення
- власне зворотне (одягатися),
- взаємно-зворотне (обійматися),
- загально-зворотне (вибиратися, схилятися),
- посередньо-зворотне (пакуватися),
- активно-безоб'єктне (собака кусається),
- пасивно-якісне (дріт гнеться),
- (звичайно з недоконаними дієсловами) власне пасивне (часом з орудним суб'єкта дії: «навіки прокленетесь своїми синами»).

### Уживання
Рефлексивні дієслова виключають уживання прямого об'єкта в знахідному відмінку, за винятком нечасто вживаних безособових конструкцій типу: книжку читається.
З неперехідними дієсловами вияву зовнішньої ознаки (зеленіти — зеленітися), зокрема ж у сполуці з префіксами роз-, з-, на-, до-, ви-, -ся надає значення повноти, вичерпності й інтенсивності дії чи стану (роз-, на-, до-, ви- говоритися — говорити).
З рефлексивними дієсловами творяться певні типи безособових речень (смеркається, йому не спиться). Деякі дієслова, близькі до загальнозворотних, уживаються лишень у зворотній формі (боятися, каятися).
Постфікс -ся, крім своєї головної функції змінювати стан дієслова (зокрема виключаючи можливість перехідності), інколи модифікує лексичне значення дієслова (роздатися — роздати). Значення властивої зворотности може підкреслюватися додатковим зворотним займенником сам, сам себе, самому собі, з самим собою, один одного.
В активно-безоб'єктному й пасивному значеннях постфікс -ся, поширеніший у східноукраїнських говірках; у південно-західних говірках, де -ся вживається як частка і перед дієсловом (як ся маєш?) ся більш зберігає історичні зв'язки з займенником; у покутсько-гуцульських говірках -ся звучить -си — це, мабуть, енклітична форма давального відмінка зворотного займенника си (знана з південно-західних говірок), сконтамінована з ся.